# 山田礼子
山田 礼子（やまだ れいこ、1948年12月29日 - ）は、日本の女性声優、女優、演出家。リベルタ所属。熊本県出身。
声優としての代表作は、『サザエさん』（お軽、裏のおばあちゃん）、『うる星やつら』（ラムのママ）など。

## 略歴
共立女子短期大学卒業後、熊本放送に勤務する。
東京アナウンス学院に2期生として入学。
1973年の卒業後、同期生で劇団ぐるーぷえいとを結成。塩見龍介、早野寿郎に師事する。
塩見・早野の没後、1993年の解散まで代表を務める。
1989年度（平成元年度）、ぐるーぷえいと公演『女の声』での演技により第44回文化庁芸術祭賞（演劇部門）を受賞。
1994年、クモ膜下出血で倒れて右半身不随となったが、声優としては3か月後に復帰。舞台には一度復帰したものの、自らの動きに納得出来なかったことから「自由に動けるまで舞台に立たない」と決意し、以降は演出家として活動。
以前はぐるーぷえいとのほか、マウスプロモーションに所属していた。

## 人物・エピソード
声種はアルト。特技は熊本弁、鹿児島弁。
清川元夢とは親交があり、清川主催の劇団劇舎には第1回公演から参加。また、劇舎の付属養成所である声優塾D.D.（ドリームドア）では代表を務め、後身の育成にあたっている。
アニメ『サザエさん』では、1985年7月の初登場から伊佐坂お軽役を担当。また、兼役で裏のおばあちゃん役や橋本役、タケオ役など様々な役を務め、毎週出演する準レギュラーキャストの一人だった。その後、2020年にタケオ役が三日尻望に交代し、2023年6月にはお軽役が駒塚由衣へ交代。最終的に、2025年からは残る持ち役（裏のおばあちゃん・橋本）が真山亜子に交代となり、同年4月には公式ブログにて降板が発表された。

## 出演

### テレビアニメ
1976年
- ゴワッパー5ゴーダム（少年）
- ろぼっ子ビートン（男の子）

1977年
- ヤッターマン（子供達、主婦）
- 若草のシャルロット（主婦C、女中頭）

1978年
- 新・巨人の星
- ドカベン（酒屋のおかみさん）
- はいからさんが通る（如月）

1979年
- 海底超特急マリンエクスプレス（女）
- ベルサイユのばら

1980年
- 無敵ロボ トライダーG7（圭子）

1982年
- うる星やつら（1982年 - 1984年、ラムの母）
- おちゃめ神物語コロコロポロン（ママクネ、ティスペの母）
- The・かぼちゃワイン（若葉みどり）
- 新みつばちマーヤの冒険（カッサンドラ先生）
- 魔法のプリンセス ミンキーモモ（女）
- 野生のさけび

1983年
- 伊賀野カバ丸（婦長）
- スプーンおばさん（トンガル、ビヨンハルケンの妻）

1984年
- 牧場の少女カトリ（セルマ）

1985年
- 小公女セーラ（ピーターの母）
- サザエさん（1985年 - 2024年、お軽〈初代〉、裏のお婆さん〈3代目〉、橋本〈2代目〉、ノリスケの母〈3代目〉、タケオ〈2代目〉）

1988年
- 新グリム名作劇場（魔女）
- 魔神英雄伝ワタル（ヨメ・ハーン）

1989年
- 戦え!超ロボット生命体 トランスフォーマーV（メービル院長）
- 魔動王グランゾート（メトセラ）

1990年
- ピグマリオ（ユリアナ）
- 魔法使いサリー（1989年版）（おばあちゃん）

1991年
- ちびまる子ちゃん（やせたおばあさん）
- 横山光輝 三国志（1991年 - 1992年、玄徳の母）

1992年
- 美少女戦士セーラームーン（キガーン）
- ママは小学4年生（小野つる教頭）

1994年
- 景山民夫のダブルファンタジー サイケデリック航空（岩女）
- ツヨシしっかりしなさい（鷺野ハナ）

1995年
- アニメ世界の童話（老仙女）
- ドラゴンボールZ（魔法使いの老婆）

1996年
- 名探偵コナン（昭夫の母）

### 劇場アニメ
- うる星やつら オンリー・ユー（1983年、ラムの母）
- うる星やつら3 リメンバー・マイ・ラブ（1985年、ラムの母）
- うる星やつら いつだってマイ・ダーリン（1991年、ラムの母）

### OVA
- 華星夜曲（1989年、花艶楼のおかみ）
- なにわ遊侠伝（1992年、溝垣春江）

### ゲーム
- エフェラ アンド ジリオラ ジ・エンブレム フロム ダークネス（1991年、ダルーフォン婆、ヤローン）

### 吹き替え

#### 海外映画
- 愛がこわれるとき ※ソフト版
- 愛のそよ風 ※フジテレビ版
- エレファント・マン（アレクサンドラ妃〈ヘレン・ライアン〉）※TBS版（新盤BD収録）
- 風とライオン ※テレビ朝日版
- キラー・エリート
- サルサ/灼熱のふたり
- 死への逃避行（灰色の服の女性〈ステファーヌ・オードラン〉）※テレビ東京版（BD収録）
- シャーロック・ホームズの素敵な挑戦（フロイト夫人〈ジョージア・ブラウン〉）
- 新シャーロック・ホームズ おかしな弟の大冒険
- 新スーパーマン（マーサ・ケント〈K・キャラン〉）
- 卒業（女3）※TBS版（思い出の復刻版ブルーレイに収録）
- 007は二度死ぬ（日本女性〈永積靖子〉）
- ドラゴン/ブルース・リー物語（グッシー・ヤン〈ナンシー・クワン〉）※テレビ朝日版
- ドリームチャイルド（司会、声優）※テレビ朝日版
- バック・トゥ・ザ・フューチャー（見物人、ニュースキャスター）※テレビ朝日版（BD＆思い出の復刻版DVD収録）
- ペーパー・ムーン（ウェイトレス）
- メタル・ブルー（リポーター〈ジェナイン・マナティス〉）
- ロビンとマリアン（シスター2〈ヴィクトリア・ヘルナンデス・サンギーノ〉）※テレビ朝日版

#### 海外ドラマ
- インディ・ジョーンズ/若き日の大冒険
- 刑事コロンボシリーズ
  - 刑事コロンボ 自縛の紐（看護婦〈キャスリーン・オマリー〉）
  - 刑事コロンボ 黄金のバックル（キャシー〈エロイーズ・ハート〉）
  - 新・刑事コロンボ マリブビーチ殺人事件（テレサ・ゴーレン〈ジャネット・マーゴリン〉）

#### 海外アニメ
- チップとデールの大作戦（スー・リン）

### テレビ番組
- 世界まるごとHOWマッチ（TBS）‐ 声の出演